# サコンナコーン県

サコンナコーン県
จังหวัดสกลนคร

- この項目は英語版を元に作成されています。

サコンナコーン県（サコンナコーンけん、タイ語: จังหวัดสกลนคร）は、タイ・東北部の県（チャンワット）の一つ。ノーンカーイ県、ナコーンパノム県、ムックダーハーン県、カーラシン県、ウドーンターニー県と接する。

## 地理
サコンナコーン県はコーラート台地のメコン川からさほど遠くない位置にある。県庁所在地郊外のノーンハーン湖は県民に人気のちょっとしたリゾート地である。面積は青森県とほぼ同じ。

## 県章

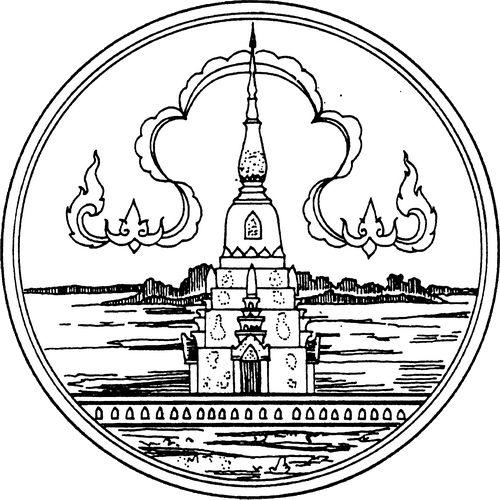
県章

県章はプラ・タートチューンチュムと言われるラオス様式の仏塔がデザインされている。この仏塔はアユタヤ王国時代に建てられたものである。
県木はオオバナサルスベリ（Lagerstroemia speciosa）である。

## 行政区分
サコンナコーン県は18の郡（アンプー）に分かれ、その下に125の町（タンボン）、1,323の村（ムーバーン）がある。
| 1. ムアンサコンナコーン郡 2. クスマーン郡 3. クットバーク郡 4. パンナーニコム郡 5. パンコーン郡 6. ワリッチャプーム郡 7. ニコムナムウーン郡 8. ワーノーンニワート郡 9. カムタークラー郡 10. バーンムワン郡 11. アーカートアムヌワイ郡 12. サワーンデーンディン郡 13. ソーンダーオ郡 14. タイゴーイ郡 15. コークシースパン郡 16. チャルーンシン郡 17. ポーンナーケーオ郡 18. プーパン郡 | 郡 |